# Galvanotropisme
Le galvanotropisme est la réaction d'orientation d'un animal (galvanotaxie) ou d'un organe soumis à l'action d'un courant électrique.
On parle de galvanotropisme positif quand l'animal est attiré par l'électrode positive (ou anode) et négatif quand le déplacement se fait vers la cathode.

## Galvanotropisme et pêche électrique
La découverte de comportements galvanotropiques chez les poissons est à la base de la pêche électrique. 
Cette méthode consiste à injecter dans l'eau, au moyen d'un groupe électrogène ou d'une batterie, un courant continu, ce qui crée un champ électrique. 
Les poissons attirés par l'anode s'immobilisent à son voisinage. 

La pêche électrique permet d'inventorier les cours d'eau, et est parfois utilisée pour agir sur l'écosystème par exemple en éliminant certaines espèces nuisibles comme le poisson-chat. Elle est cependant une source de stress et parfois de blessures internes graves pour les poissons qui y sont soumis.

## Chez les végétaux
En 1882 Elfving montre que les racines peuvent être préférentiellement attirées par l'anode ou la cathode.